# Мханша
Мханша (араб. محنشة‎) — десерт магрибской кухни из слоёного теста круглой формы, покрытого жареным миндалём и мёдом. Считается одной из лучших магрибских сладостей, которые отличаются сложностью и разнообразием ингредиентов.
Десерт может различаться по форме и вкусу, метод приготовления и производства также может отличаться в зависимости от региона.

## История
По своему происхождению мханша — алжирско-османское блюдо. Десерт возник в 1515 году в Алжире, находившемся тогда под контролем Османской империи. Его название, данное из-за его круглой формы, происходит из алжирского диалекта арабского языка и означает «змеевик». Впоследствии блюдо было распространено алжирскими семьями в Марокко в таких городах, как Тетуан.